# Salem's Lot (filme)
Salem's Lot é um filme de terror sobrenatural americano escrito e dirigido por Gary Dauberman, baseado no romance de 1975 de Stephen King 'Salem's Lot. Produzido pela New Line Cinema, Atomic Monster e Vertigo Entertainment, o filme é estrelado por Lewis Pullman, Makenzie Leigh, Bill Camp, Pilou Asbæk, Alfre Woodard e William Sadler.
A trama se centra em um escritor que volta à sua cidade natal de Jerusalém em busca de inspiração, apenas para descobrir a presença de um vampiro. Ele foi lançado pela Max em 3 de outubro de 2024.

## Sinopse
Ben Mears, um escritor em busca de inspiração, retorna à sua cidade natal de Lot, em Jerusalém. No entanto, ele se depara com uma surpresa aterrorizante: a comunidade está sendo assolada por um vampiro. Determinado a enfrentar esse mal, Ben une forças com um grupo improvável de pessoas para combater a ameaça que paira sobre sua terra natal.

## Elenco
- Lewis Pullman como Ben Mears[1]
- Makenzie Leigh como Susan Norton[2]
- Alfre Woodard como Dr. Cody[3]
- William Sadler[4]
- Bill Camp como Matthew Burke[2]
- Pilou Asbæk como Richard Straker[5]
- John Benjamin Hickey como Padre Callahan[6]
- Jordan Preston Carter como Mark Petrie[7]
- Spencer Tratar Clark como Mike Ryerson[2]
- Nicholas Crovetti como Danny Glick[7]
- Cade Woodward como Ralph Glick[7]

## Produção
Salem's Lot é uma adaptação do romance de 1975 'Salem's Lot' de Stephen King. O longa-metragem do New Line Cinema foi anunciado em abril de 2019, quando o The Hollywood Reporter revelou que Gary Dauberman estava pronto para escrever o roteiro e produzir executivos e James Wan estava associado como produtor. Em uma entrevista, Dauberman foi perguntado se aplicaria a mesma abordagem de escrita que utilizou para It (2017) e It Chapter Two (2019), adaptações do romance de King It, ao qual ele respondeu "Gosto de ser tão fiel à história quanto posso até que se torne um pouco difícil de controlar para um filme".
Em abril de 2020, Dauberman foi anunciado como diretor. Em agosto de 2021, Lewis Pullman foi selecionado para interpretar o papel principal do filme. Em setembro, a Fotografia principal começou em Boston com o cineasta Michael Burgess. A filmagem no estado de Massachusetts ocorreu em Ipswich e nas cidades de Esterlina e Clinton, ambos dentro do Condado de Worcester. A Biblioteca Pública de Princeton, em Princeton, Massachusetts, também foi reservada como local de filmagem por três dias.
Fotografias adicionais ocorreram no final de maio ou início de junho de 2022.

## Música
Durante a pós-produção, foi anunciado que Nathan Barr e Lisbeth Scott tinham escrito a partitura para o filme.

## Lançamento
Salem's Lot foi originalmente programado para ser lançado em 9 de setembro de 2022, o fim de semana pós-Dia do Trabalho que tinha sido bem sucedido para os lançamentos de terror anteriores do estúdio, mas foi adiado para 21 de abril de 2023, "devido a atrasos relacionados à COVID no domínio da pós-produção", antes de perder sua data de lançamento para Evil Dead Rise.
Em outubro de 2023, foi relatado que a Warner Bros. estava procurando lançar o filme no Max, devido à greve SAG-AFTRA de 2023 criando uma "necessidade crescente de conteúdo Max", embora um porta-voz declarou que nenhuma decisão sobre os planos de distribuição futuros do filme ainda havia sido tomada. Em fevereiro de 2024, King mais uma vez elogiou o filme e questionou por que ainda não havia planos confirmados de lançamento para o filme, afirmando que ele "não tem certeza de por que a WB está retendo-o; não como se fosse embaraçoso, ou qualquer coisa. Quem sabe".
Então, o filme foi então lançado exclusivamente em OTT em 3 de outubro de 2024.